# 김영현 (격투 선수)
김영현(金英賢, 1976년 2월 4일 ~ )은 대한민국의 씨름 선수, 킥복싱 선수이다.
그는 1995년 LG증권에 입단하여 씨름 선수로 활동하다가 2007년에 K-1 선수로 전향하였다. 이와 비슷한 과정을 거친 씨름 선수는 최홍만, 이태현 등이 있다.

## 선수 정보
신장은 214cm이고 체중은 111kg이다. K-1 2008 아시아 GP에서는 8강전에서 사이실렉 노시푼을 꺾었지만 준결승전에서 막강한 초신성 루슬란 카라에프에게 1R 15초만에 코뼈골절로 인한 닥터스톱으로 패하고 말았다. 소속팀은 공선택이 관장으로 있는 태웅회관이다.

### 출생
1976년 2월 4일 경상남도 진주시에서 출생한 그는 부산 주례초등학교와 부산 토성중학교를 거쳐 서울 강동구 상일동에 있는 한영중학교 전학하여 한영고등학교와 단국대학교에서 씨름 특기생으로 활약하다가 1995년 LG증권 씨름 선수로 입단하였다. 36회, 37회, 42회 천하장사 타이틀을 자치하면서 이름이 알려지게 되었다. 이후 백두장사 13회, 천하장사 3회를 달성했고 2007년에는 K-1으로 전향했다.

### 학력
- 단국대학교 학사
- 서울 강동구 상일동 한영고등학교
- 서울 강동구 상일동 한영중학교 전학
- 부산 토성중학교
- 부산 주례초등학교

### 경력
- 2007년 9월 K-1 월드그랑프리 서울 슈퍼파이트 (VS 야나기사와 류우시)

### 수상
- 2007년 K-1 월드그랑프리 서울 슈퍼파이트 우승
- 2004년 제42회 천하장사씨름대회 천하장사
- 1999년 프로씨름 최우수선수상
- 1999년 제37회 천하장사씨름대회 천하장사
- 1998년 프로씨름 최우수선수상
- 1998년 제36회 천하장사씨름대회 천하장사

### 킥복싱 전적
| 4 시합 | (T)KO | 판정 | 그 밖 | 비김 | 무효 |
| 2 승   | 0     | 2    | 0     | 0    | 0    |
| 2 패   | 2     | 0    | 0     | 0    | 0    |

| 경기일자         | 상대            | 결과 | 내용                  | 대회                       |
| ---------------- | --------------- | ---- | --------------------- | -------------------------- |
| 2008년 7월 13일  | 루슬란 카라에프 | 패   | 1R 50초 TKO(닥터스톱) | K-1 월드 GP 2008 in taipei |
| 2008년 7월 13일  | 사이실렉 노시푼 | 승   | 3R 판정               | K-1 월드 GP 2008 in taipei |
| 2007년 12월 31일 | 니콜라스 페타스 | 패   | 2R 41초 TKO           | K-1 다이너마이트 2007      |
| 2007년 9월 29일  | 야나기사와 류시 | 승   | 3R 판정               | K-1 월드 GP 2007 in seoul  |

## 씨름 유명 타이틀
- 천하장사 대회 3회 우승
- 백두장사 13회 우승

## 참조
1. ↑  이원홍 (2007년 7월 7일). “이종격투기 진출 선언 김영현 前천하장사”. 서울신문. 2016년 8월 15일에 원본 문서에서 보존된 문서. 2013년 1월 9일에 확인함.